# Гандбол на летних Олимпийских играх 2008 (составы, мужчины)
В соревнованиях по гандболу среди мужчин на летних Олимпийских играх 2008 приняли участие 12 команд по 14 человек.
Возраст и клубы игроков указаны на 10 августа 2008 года, когда начались соревнования.
Аббревиатуры: В — вратарь, ПП — правый полусредний, ЛП — левый полусредний, Л — линейный, ПК — правый крайний, ЛК — левый крайний, Р — разыгрывающий.

## Группа A

### Бразилия
| Мужская сборная Бразилии по гандболу | Мужская сборная Бразилии по гандболу | Мужская сборная Бразилии по гандболу | Мужская сборная Бразилии по гандболу | Мужская сборная Бразилии по гандболу |
| Позиция                              | №                                    | Имя                                  | Возраст и дата рождения              | Клуб                                 |
| ------------------------------------ | ------------------------------------ | ------------------------------------ | ------------------------------------ | ------------------------------------ |
| В                                    | 1                                    | Майк Сантус                          | 27 — 6 сентября 1980                 | Пивмилирус Сан-Паулу                 |
| ПП                                   | 3                                    | Фернанду Пашеко Фильо                | 25 — 25 мая 1983                     | Пиммериус Сан-Паулу                  |
| Л                                    | 5                                    | Карлус Эртель                        | 33 — 18 декабря 1974                 | Сан-Кактану                          |
| ПК                                   | 7                                    | Ренату Руй                           | 29 — 7 июня 1979                     | Вильхельмсхафенер                    |
| ЛП                                   | 8                                    | Бруно Соуза                          | 31 — 27 июня 1977                    | Гамбург                              |
| Р                                    | 9                                    | Леонардо Бортолини                   | 31 — 10 апреля 1977                  | Умопар Ларрафкль Лундржка            |
| ЛК                                   | 10                                   | Элью Жустину                         | 36 — 23 июля 1972                    | Сактару Сан-Паулу                    |
| В                                    | 12                                   | Александре Васкунселуш               | 29 — 19 декабря 1978                 | Медодльста Бльрмарду                 |
| ПК                                   | 13                                   | Сильвью Лауреану                     | 27 — 19 апреля 1981                  | Униплль Лондрина                     |
| Л                                    | 14                                   | Александре Сильва                    | 27 — 12 ноября 1980                  | Унопан Лондрина                      |
| ЛК                                   | 17                                   | Фелипе Рибейро                       | 23 — 4 мая 1985                      | Балонмано Арагон                     |
| Р                                    | 18                                   | Бруно Сантана                        | 26 — 27 февраля 1982                 | Пиммейрус Сан-Паулу                  |
| Л                                    | 19                                   | Жардель Пиззинату                    | 30 — 10 февраля 1978                 | Медодльста Сан-Бернарду              |
| ЛП                                   | 20                                   | Гильерме Оливейра                    | 23 — 8 января 1985                   | Бернбах-Кёфлах                       |
| Главный тренер: Хорди Рибера         |                                      |                                      |                                      |                                      |

### Испания
| Мужская сборная Испании по гандболу | Мужская сборная Испании по гандболу | Мужская сборная Испании по гандболу | Мужская сборная Испании по гандболу | Мужская сборная Испании по гандболу |
| Позиция                             | №                                   | Имя                                 | Возраст и дата рождения             | Клуб                                |
| ----------------------------------- | ----------------------------------- | ----------------------------------- | ----------------------------------- | ----------------------------------- |
| В                                   | 1                                   | Хосе Хавьер Омбрадос                | 36 — 7 апреля 1972                  | Сьюдад-Реаль                        |
| ЛП                                  | 2                                   | Альберто Энтрерриос                 | 31 — 7 ноября 1976                  | Сьюдад-Реаль                        |
| ПК                                  | 4                                   | Альберт Рокас                       | 26 — 16 июня 1982                   | Барселона                           |
| Р                                   | 5                                   | Рауль Энтрерриос                    | 27 — 12 февраля 1981                | Вальядолид                          |
| Л                                   | 6                                   | Рубен Гарабая                       | 29 — 15 сентября 1978               | Барселона                           |
| Л                                   | 7                                   | Карлос Прието                       | 28 — 2 февраля 1980                 | Вальядолид                          |
| ПП                                  | 8                                   | Хон Белаустеги                      | 29 — 19 марта 1979                  | Сьюдад де Логроньо                  |
| ЛП                                  | 11                                  | Деметрио Лосано                     | 32 — 26 сентября 1975               | Барселона                           |
| ЛК                                  | 15                                  | Давид Давид                         | 31 — 25 октября 1976                | Сьюдад-Реаль                        |
| В                                   | 16                                  | Давид Барруфет                      | 38 — 4 июня 1970                    | Барселона                           |
| ПК                                  | 17                                  | Хуан Антонио Гарсиа                 | 30 — 28 августа 1977                | Барселона                           |
| ЛП                                  | 18                                  | Икер Ромеро                         | 28 — 15 июня 1980                   | Барселона                           |
| ПП                                  | 21                                  | Кристиан Мальмагро                  | 25 — 11 марта 1983                  | Сан-Антонио                         |
| ПК                                  | 27                                  | Виктор Томас                        | 23 — 15 февраля 1985                | Барселона                           |
| Главный тренер: Хуан Карлос Пастор  |                                     |                                     |                                     |                                     |

### Китай
| Мужская сборная Китая по гандболу | Мужская сборная Китая по гандболу | Мужская сборная Китая по гандболу | Мужская сборная Китая по гандболу | Мужская сборная Китая по гандболу | Мужская сборная Китая по гандболу |
| Позиция                           | №                                 | Имя                               | Возраст и дата рождения           | Рост                              | Клуб                              |
| --------------------------------- | --------------------------------- | --------------------------------- | --------------------------------- | --------------------------------- | --------------------------------- |
| Л                                 | 2                                 | Цуй Лян                           | 25 — 20 февраля 1983              | Бэйцзин Арми Бэйцзин              |                                   |
| Р                                 | 3                                 | Чжу Цзи                           | 30 — 30 января 1978               | Гуандун Хандбол Тим               |                                   |
| Л                                 | 5                                 | Янь Лян                           | 23 — 23 января 1985               | Цзянсу Сучжоу                     |                                   |
| ПП                                | 6                                 | Цуй Лэй                           | 27 — 27 октября 1980              | Бэйцзин Арми Бэйцзин              |                                   |
| ЛП                                | 7                                 | Чжан Цзи                          | 29 — 5 ноября 1978                | Бэйцзин Хандбол Тим               |                                   |
| Л                                 | 8                                 | Чжоу Сяоцзянь                     | 23 — 13 января 1985               | Цзянсу Сучжоу                     |                                   |
| ПК                                | 10                                | Ли Хесинь                         | 22 — 16 сентября 1985             | Шанхай Хандбол Тим                |                                   |
| ЛК                                | 11                                | Чжан Син                          | 22 — 13 июня 1986                 | Цзянсу Сучжоу                     |                                   |
| В                                 | 12                                | Ван Лун                           | 22 — 27 ноября 1985               | Бэйцзин Хандбол Тим               |                                   |
| ПК                                | 13                                | Ван Сяолун                        | 18 — 17 августа 1989              | Анхуэй Хефэй                      |                                   |
| ЛП                                | 14                                | Тянь Цзянься                      | 21 — 3 сентября 1986              | Тяньцзинь Хандбол Тим             |                                   |
| В                                 | 16                                | Е Цян                             | 30 — 16 июня 1978                 | Цзянсу Сучжоу                     |                                   |
| ЛП                                | 18                                | Хао Кесинь                        | 22 — 15 января 1986               | Цзянсу Сучжоу                     |                                   |
| ПП                                | 19                                | Мяо Цин                           | 25 — 4 февраля 1983               | Бэйцзин Арми Бэйцзин              |                                   |
| ЛК                                | 20                                | Чжу Вэньсинь                      | 28 — 11 февраля 1980              | Бэйцзин Арми Бэйцзин              |                                   |
| Главный тренер: Ям Вэймин         |                                   |                                   |                                   |                                   |                                   |

### Польша
| Мужская сборная Польши по гандболу | Мужская сборная Польши по гандболу | Мужская сборная Польши по гандболу | Мужская сборная Польши по гандболу | Мужская сборная Польши по гандболу | Мужская сборная Польши по гандболу |
| Позиция                            | №                                  | Имя                                | Возраст и дата рождения            | Рост                               | Клуб                               |
| ---------------------------------- | ---------------------------------- | ---------------------------------- | ---------------------------------- | ---------------------------------- | ---------------------------------- |
| В                                  | 1                                  | Славомир Шмаль                     | 29 — 2 октября 1978                | Райн-Неккар Лёвен                  |                                    |
| Р                                  | 2                                  | Бартломей Яшка                     | 25 — 16 июня 1983                  | Фюхзе Берлин                       |                                    |
| ПП                                 | 3                                  | Кшиштоф Лиевский                   | 25 — 7 июля 1983                   | Гамбург                            |                                    |
| ЛК                                 | 5                                  | Матеуш Яхлевский                   | 23 — 27 декабря 1984               | Искра Кельце                       |                                    |
| Р                                  | 6                                  | Гжегож Ткачик                      | 27 — 22 декабря 1980               | Райн-Неккар Лёвен                  |                                    |
| ЛП                                 | 8                                  | Кароль Белецкий                    | 26 — 23 января 1982                | Райн-Неккар Лёвен                  |                                    |
| Л                                  | 9                                  | Артур Сюдмяк                       | 32 — 7 октября 1975                | Неттельштедт-Люббекке              |                                    |
| Л                                  | 13                                 | Бартуш Юрецкий                     | 29 — 31 января 1979                | Магдебург                          |                                    |
| ПК                                 | 14                                 | Мариуш Юрасик                      | 34 — 2 мая 1976                    | Райн-Неккар Лёвен                  |                                    |
| ЛП                                 | 15                                 | Михал Юрецкий                      | 23 — 24 октября 1984               | Неттельштедт-Люббекке              |                                    |
| В                                  | 16                                 | Марцин Вихарий                     | 28 — 17 февраля 1980               | Висла Плоцк                        |                                    |
| ЛК                                 | 19                                 | Томаш Тлучиньский                  | 29 — 19 апреля 1979                | Ганновер                           |                                    |
| ПП                                 | 22                                 | Кшиштоф Лиевский                   | 30 — 21 сентября 1979              | Фленсбург-Хандевитт                |                                    |
| GК                                 | 29                                 | Павел Пивко                        | 25 — 7 октября 1982                | Хровбрий Глогов                    |                                    |
| Главный тренер: Богдан Вента       |                                    |                                    |                                    |                                    |                                    |

### Франция
| Мужская сборная Франции по гандболу | Мужская сборная Франции по гандболу | Мужская сборная Франции по гандболу | Мужская сборная Франции по гандболу | Мужская сборная Франции по гандболу | Мужская сборная Франции по гандболу |
| Позиция                             | №                                   | Имя                                 | Возраст и дата рождения             | Рост                                | Клуб                                |
| ----------------------------------- | ----------------------------------- | ----------------------------------- | ----------------------------------- | ----------------------------------- | ----------------------------------- |
| ПП                                  | 2                                   | Жером Фернандес                     | 31 — 7 марта 1977                   | Барселона                           |                                     |
| Л                                   | 3                                   | Дидье Динар                         | 31 — 18 января 1977                 | Сьюдад Реал                         |                                     |
| ПП                                  | 4                                   | Седрик Бюрде                        | 33 — 15 ноября 1974                 | Монпелье                            |                                     |
| Л                                   | 5                                   | Гийом Гий                           | 32 — 16 июля 1976                   | Гамбург                             |                                     |
| Р                                   | 6                                   | Бертран Гий                         | 30 — 24 марта 1978                  | Гамбург                             |                                     |
| Р                                   | 8                                   | Данеэль Нарсисс                     | 28 — 16 декабря 1979                | Шамбери Савуа                       |                                     |
| ЛК                                  | 11                                  | Оливье Жироль                       | 35 — 22 февраля 1973                | Париж                               |                                     |
| В                                   | 12                                  | Дауда Карабуэ                       | 32 — 11 декабря 1975                | Монпелье                            |                                     |
| ЛП                                  | 13                                  | Никола Карабатич                    | 24 — 11 апреля 1984                 | Киль                                |                                     |
| Л                                   | 14                                  | Кристоф Кемп                        | 33 — 2 мая 1975                     | Тулуз Юньон                         |                                     |
| В                                   | 16                                  | Тьерри Омейе                        | 31 — 2 ноября 1976                  | Киль                                |                                     |
| ПП                                  | 18                                  | Жоэль Абати                         | 38 — 25 апреля 1970                 | Монпелье                            |                                     |
| ПК                                  | 19                                  | Люк Абало                           | 23 — 6 сентября 1984                | Иври                                |                                     |
| ЛВ                                  | 21                                  | Микаэль Гигу                        | 26 — 28 января 1982                 | Монпелье                            |                                     |
| ПП                                  | 26                                  | Седрик Пати                         | 27 — 25 июля 1981                   | Шамбери Савуа                       |                                     |
| Главный тренер: Клод Онеста         |                                     |                                     |                                     |                                     |                                     |

### Хорватия
| Мужская сборная Хорватии по гандболу | Мужская сборная Хорватии по гандболу | Мужская сборная Хорватии по гандболу | Мужская сборная Хорватии по гандболу | Мужская сборная Хорватии по гандболу | Мужская сборная Хорватии по гандболу |
| Позиция                              | №                                    | Имя                                  | Возраст и дата рождения              | Рост                                 | Клуб                                 |
| ------------------------------------ | ------------------------------------ | ------------------------------------ | ------------------------------------ | ------------------------------------ | ------------------------------------ |
| В                                    | 1                                    | Венио Лосерт                         | 32 — 25 июля 1976                    | Барселона                            |                                      |
| Л                                    | 3                                    | Ренато Сулич                         | 28 — 12 октября 1979                 | Целе                                 |                                      |
| Р                                    | 4                                    | Ивано Балич                          | 29 — 1 апреля 1979                   | Загреб                               |                                      |
| Р                                    | 5                                    | Домагой Дувняк                       | 20 — 1 июня 1988                     | Загреб                               |                                      |
| ЛП                                   | 6                                    | Блаженко Лацкович                    | 27 — 25 декабря 1980                 | Гамбург                              |                                      |
| Л                                    | 9                                    | Игор Вори                            | 27 — 20 сентября 1980                | Гамбург                              |                                      |
| ЛП                                   | 10                                   | Давор Доминикович                    | 30 — 7 апреля 1978                   | Сан-Антонио                          |                                      |
| ПК                                   | 11                                   | Мирза Джомба                         | 31 — 28 февраля 1977                 | Загреб                               |                                      |
| ПК                                   | 13                                   | Златко Хорват                        | 23 — 25 сентября 1984                | Загреб                               |                                      |
| ЛП                                   | 14                                   | Драго Вукович                        | 25 — 3 августа 1983                  | Гуммерсбах                           |                                      |
| ЛК                                   | 17                                   | Горан Шпрем                          | 29 — 6 июля 1979                     | Нордхорн                             |                                      |
| ПП                                   | 19                                   | Петар Метличич                       | 31 — 25 декабря 1976                 | Сьюдад Реал                          |                                      |
| ЛК                                   | 23                                   | Любо Вукич                           | 26 — 3 августа 1982                  | Загреб                               |                                      |
| ЛП                                   | 24                                   | Тончи Валчич                         | 30 — 9 июня 1978                     | Адемар Леон                          |                                      |
| В                                    | 25                                   | Мирко Алилович                       | 22 — 15 сентября 1985                | Адемар Леон                          |                                      |
| Главный тренер: Лино Червар          |                                      |                                      |                                      |                                      |                                      |